# Atractus ronnie
Atractus ronnie là một loài rắn trong họ Colubridae. Loài này được Passos, Fernandes & Borges-Nojosa mô tả khoa học đầu tiên năm 2007.